# Зимски спортови
Зимски спортови су спортови који се играју зими. Углавном су то разне варијације скијања, клизања и санкања. Раније су се ови спортови играли само у току зиме, али са појавом вештачког снега и леда дошло је до промене. Зимски спортови имају своја посебна такмичења као, на пример Зимске олимпијске игре.
Вештачки лед се може користити за обезбеђивање клизалишта за клизање на леду, хокеј на леду, пара хокеј на леду, рингет, брумбол, бенди, ринк бенди, ринкбол и спанџи у блажој клими. Брзо клизање користи замрзнуту кружну стазу од леда, али у неким објектима стаза је комбинована у затвореном простору који се користи за спортове који захтевају клизалиште или се користи само клизалиште. Алтернативно, ледени крст низбрдо користи стазу са различитим нивоима надморске висине и комбинацијом кривина. Клизање на дуге стазе (познато и као „маратонско клизање”), као што је турно клизање, изводи се само на отвореном и користи се природни лед из залеђених језера, бара и мочвара. Турно клизање повремено обухвата брзе клизаљке, иако су турне клизаљке чешће.
Уобичајени индивидуални спортови укључују скијашко трчање, алпско скијање, сноубординг, скијашке скокове, брзо клизање, уметничко клизање, санкање, скелет, боб, ски оријентиринг и моторно санкање.
Уобичајени тимски спортови укључују хокеј на леду, рингет, брумбол (било на затвореном клизалишту или на отвореном клизалишту или снежном пољу), карлинг, ринкбол и бенди. На основу броја учесника, хокеј на леду је најпопуларнији зимски тимски спорт на свету, а следи га бенди.
Зимски спортови понекад имају своје мулти-спортске догађаје, као што су Зимске олимпијске игре и Зимска универзијада.

## Историја
У првим данима Олимпијских игара није било велике разлике између летњих и зимских игара. Ова конфузија је трајала од касних 1890-их до средине 1900-их. Током тог времена, неки спортови који се сматрају зимским спортовима и који се данас изводе током зимских олимпијских игара, били су одржавани током Летњих олимпијских игара. Првобитно се хтело да се сви олимпијски спортови задрже у једном догађају и програму, али због околинских захтева неких спортова, морали су да буду раздвојени.
Снег и лед током зиме омогућили су клизање као превозно средство, коришћењем санки, скија и клизаљки. То је такође довело до тога да се у зимској сезони развијају различите разоноде и спортови у односу на друга доба године. Природно, зимски спортови су популарнији у земљама са дужим зимским сезонама.
У европским Алпима, Сент Мориц је постао популарно зимско одмаралиште 1864. године.
Док се већина зимских спортова игра напољу, хокеј на леду, брзо клизање и донекле бенди су се преселили у затворене просторе од средине 20. века. Затворена клизалишта са вештачким ледом омогућавају клизање и хокеј у топлим климама.
Зимски спортови на отвореном ће вероватно бити озбиљно погођени климатским променама у наредном веку.

## Преглед зимских спортова

### Клизање
- Уметничко клизање
- Споро клизање
- Брзо клизање на кратким стазама
- Брзо клизање
- Синхроно клизање

### Скијања
- Алпско скијање
- Биатлон
- Скијање преко земље
- Слободно скијање
- Кајт скијање
- Могул скијање
- Моноскијање
- Слободно скијање или Нова школа
- Нордијска комбинација
- Ски стрељаштво
- Скибординг
- Скибобинг
- Скиџоринг
- Скијашки скокови
- Кајт бординг
- Брзо скијање
- Брзо летење
- Телемарк

### Санкање
- Боб
- Скијање са псима
- Скелетон
- Луџ
- Вок трека

### Сноубординг
- Алпски сноубординг
- Сноуборд
- Слалом

### Моторне санке
- Слободан стил
- Рекреација
- Пењање уз брдо

### Тимски спортови
- Бенди
- Брумбол
- Карлинг *
- Хокеј на леду *
- Грудвање
- Рагби на снегу
- Синхроно скијање

## Значајни зимски спортски догађаји
- Зимске олимпијске игре
- Азијске зимске игре
- Параолимпијске игре
- Универзијада